# Web mobile

Evoluzione degli standard web mobile (1990-2007).

Web mobile (mobile web in inglese) si riferisce alla fruizione del web tramite dispositivi mobili, come tablet computer, telefoni cellulari o smartphone.

## Storia
Nel 1996 il Nokia Communicator 9000 è stato il primo telefono cellulare a consentire un accesso a Internet.
Nel 1999, in Giappone, NTT DoCoMo ha lanciato i-mode, il primo servizio commerciale di web mobile basato su browser.
Nel 2005 è stato introdotto il nome di dominio di primo livello .mobi, dedicato ai siti per dispositivi mobili.

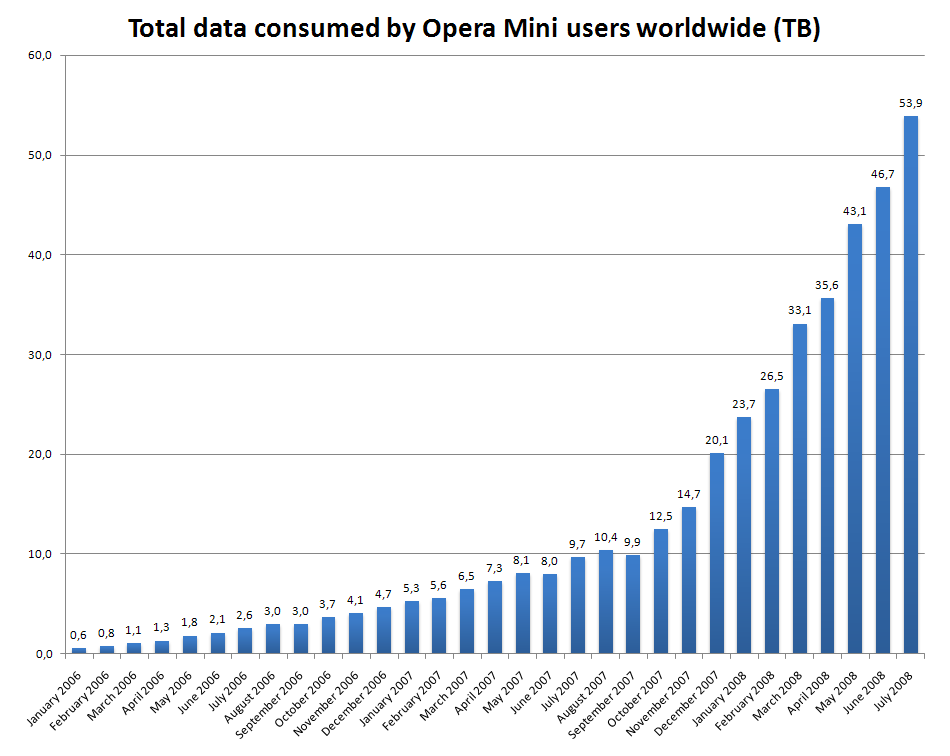
Quantità di dati (in TB) fruiti dagli utenti di Opera Mini nel mondo da gennaio 2006 a luglio 2008.

## Descrizione e standard
Il Web mobile utilizza principalmente le pagine leggere scritte in XHTML o Wireless Markup Language (WML) per distribuire contenuti su dispositivi mobili.
Molti browser mobile vanno oltre queste limitazioni, sostenendo una più ampia gamma di formati web incluse le varianti di HTML.
Mobile Web Initiative, è un progetto promosso dal W3C, nel contesto del Web Accessibility Initiative, per sviluppare la navigazione del Web da dispositivi mobili.
Il traffico dati è risultato differente a seconda del sistema operativo usato, infatti nel 2011 si è visto che Android risulta essere il più esoso, mentre il Blackberry riesce a ridurre il traffico dati ed essere più parsimonioso (per via del suo server, che comprime le pagine prima dell'invio).
Nel 2011 è stato ipotizzato che l'aumento del traffico internet su rete mobile si stia avvicinando alla saturazione delle reti stesse, il che porta a una degenerazione del servizio, nel 2012 queste indiscrezioni sono state confermate anche da Franco Bernabè, presidente della Gsm Association (raggruppa oltre 800 compagnie telefoniche mobili mondiali) e presidente della Telecom Italia, che sottolinea anche come i video occupino il 66% del traffico totale.